# Flugunfall von Nesøya
Der Flugunfall von Nesøya ereignete sich am Ostersonntag, dem 14. April 1963, als eine Vickers 759 Viscount der Flugfélag Íslands (Marketingname: Icelandair) im Anflug auf den Flughafen Oslo-Fornebu sechs Kilometer vor demselben auf die Insel Nesøya stürzte. Bei dem Unfall kamen alle 12 Personen an Bord der Maschine ums Leben.

## Maschine
Die verunfallte Vickers 759 Viscount mit der Seriennummer 149 war ursprünglich für die Hunting-Clan Air Transport (HCA) gebaut worden, die diese im Jahr 1955 bestellt hatte. Die Auslieferung an die Hunting-Clan Air Transport erfolgte am 28. Dezember 1956 mit dem Luftfahrzeugkennzeichen G-AOGH. Die Maschine ging dort jedoch nie in Betrieb und wurde im April 1957 an die Flugfélag Íslands verkauft, wo sie mit dem Kennzeichen TF-ISU und dem Taufnamen Hrimfaxi in Betrieb ging. Das viermotorige Mittelstreckenflugzeug war mit vier Turboproptriebwerken des Typs Rolls-Royce Dart 510 ausgestattet.

## Flugplan
Bei dem Flug handelte es sich um einen internationalen Linienflug der Flugfelág Íslands, der vom Flughafen Kopenhagen-Kastrup zum Flughafen Reykjavík führte, wobei planmäßige Zwischenstopps auf dem Flughafen Oslo-Fornebu sowie dem Flughafen Bergen vorgesehen waren. Der Unfall ereignete sich am Ende des ersten Flugabschnittes.

## Passagiere und Besatzung
Es befand sich eine vierköpfige Besatzung an Bord. Da der Flug an einem Ostersonntag durchgeführt wurde, hatten in Kopenhagen nur acht Passagiere den Flug angetreten und damit deutlich weniger als ansonsten auf dieser Flugstrecke üblich. Mit an Bord war die bekannte dänische Schauspielerin Anna Borg.

## Unfallhergang
Nach einem routinemäßigen Start in Kopenhagen und einem Flug ohne besondere Auffälligkeiten befand sich die Maschine  kurz nach 11 Uhr GMT (13 Uhr Ortszeit) im Anflug auf den Flughafen Oslo-Fornebu, um aus südwestlicher Richtung auf der Landebahn 06 zu landen. Um 13:18 Uhr Ortszeit ging die Maschine plötzlich in einen steilen Sturzflug über, schlug sechs Kilometer vor der Landebahn in ein Waldstück auf der Insel Nesøya auf und brannte aus.
Bei dem Aufprall wurden alle 12 Personen an Bord der Maschine getötet. Unter den acht getöteten Passagieren befand sich auch die dänische Schauspielerin Anne Borg.

## Ursache und Kontext
Im Rahmen der Flugunfalluntersuchung konnte festgestellt werden, dass sich die Flugzeugnase im Endanflug plötzlich gesenkt hatte, wodurch die Viscount rasch an Höhe verlor. Wegen der geringen Flughöhe konnte sie aus der vertikalen Fluglage nicht mehr abgefangen werden.
Die Ermittler konnten sich nicht auf eine Unfallursache festlegen und stellten zwei Hypothesen auf:
- Es war im Flug zu einer Eisbildung im Bereich des Heckleitwerks gekommen. Der Eisansatz bewirkte, dass der Anstellwinkel am Höhenleitwerk überkritische Werte erreichte. Als die Piloten im Anflug auf Oslo die Landeklappen für die Landung in die Endstellung ausfuhren, verlagerte sich der Auftriebsmittelpunkt nach hinten. Es kam zum Steuerungsverlust und Absturz.
- Die Propeller erzeugten wegen einer falschen Propellerstellung eine Abbremskraft, die zu einem Kontrollverlust führte.

Letztlich schätzten die Ermittler die zweite Hypothese als geringfügig wahrscheinlicher ein als die erste. Weitere Zwischenfälle mit der Vickers Viscount legen aus heutiger Sicht dagegen die erste Hypothese nahe. So wurde etwa in Zusammenhang mit dem Absturz einer Viscount auf dem Linjeflyg-Flug 618, der sich unter nahezu identischen Bedingungen ereignete, darauf hingewiesen, dass die Vickers Viscount für Vereisungen des Höhenleitwerks besonders anfällig ist und dass es bei den klimatischen Verhältnissen in Nordeuropa im Winter des Öfteren zu dieser Art der Vereisung kommt. Auch auf dem Continental-Airlines-Flug 290 lag ein nahezu identischer Unfallhergang vor, der ebenfalls auf eine unbemerkte Vereisung des Höhenleitwerks zurückgeführt wurde.

## Mediale Rezeption
Der Roman Die Welt, die meine war: Die sechziger Jahre von Ketil Bjørnstad behandelt den Flugzeugabsturz.